# Jens Gusek
Jens Gusek (* 8. Juli 1965 in Weißwasser) ist ein ehemaliger deutscher Florettfechter. Er nahm 1988 für die Deutsche Demokratische Republik an den Olympischen Spielen teil. Er startete in seiner aktiven Zeit für den SC Einheit Dresden.

## Karriere
Gusek war Teilnehmer für die DDR an den Olympischen Sommerspielen 1988 in Seoul. Im Florett-Mannschaftswettkampf der Männer verpasste seine Mannschaft mit dem vierten Platz eine Medaille, während die bundesdeutsche Mannschaft Silber holte.